# Puchar Ameryki Północnej w narciarstwie dowolnym 2016/2017
Puchar Ameryki Północnej w narciarstwie dowolnym 2016/2017 rozpoczął się 17 grudnia 2016 roku w amerykańskim Utah Olympic Park, a zakończył się 9 marca 2017 roku w kanadyjskim ośrodku narciarskim Blue Mountain.
W tym roku najlepszym zawodnikiem w klasyfikacji generalnej okazał się ponownie Amerykanin Troy Tully, zaś najlepszą zawodniczką okazała się również Amerykanka Madison Varmette.

## Konkurencje
- AE = skoki akrobatyczne
- MO = jazda po muldach
- DM = jazda po muldach podwójnych
- SX = skicross
- SS = slopestyle
- HP = halfpipe
- BA = big air

## Mężczyźni
| Lp. | Data             | Miejscowość                   | Dyscyplina | 1. Miejsce          | 2. Miejsce            | 3. Miejsce         |
| --- | ---------------- | ----------------------------- | ---------- | ------------------- | --------------------- | ------------------ |
| 1.  | 17 grudnia 2016  | Utah Olympic Park             | AE         | Zachary Surdell     | Nik Seemann           | Thomas Coe         |
| 2.  | 18 grudnia 2016  | Utah Olympic Park             | AE         | Nik Seemann         | Patrick O’Flynn       | Thomas Coe         |
| 3.  | 7 stycznia 2017  | Sunridge                      | SX         | Trent McCarthy      | Zach Belczyk          | Kevin MacDonald    |
| 4.  | 8 stycznia 2017  | Sunridge                      | SX         | Trent McCarthy      | Kevin MacDonald       | Reece Howden       |
| 5.  | 13 stycznia 2017 | Tabor                         | SX         | Kevin MacDonald     | Zach Belczyk          | Ned Ireland        |
| 6.  | 14 stycznia 2017 | Tabor                         | SX         | Kevin MacDonald     | Reece Howden          | Zach Belczyk       |
| 7.  | 20 stycznia 2017 | Solitude Mountain Resort      | SX         | David Duncan        | Armin Niederer        | Brady Leman        |
| 8.  | 20 stycznia 2017 | Solitude Mountain Resort      | SX         | Odwołano            | Odwołano              | Odwołano           |
| 9.  | 11 lutego 2017   | Killington Resort             | MO         | Emerson Smith       | Troy Tully            | Casey Andringa     |
| 10. | 12 lutego 2017   | Killington Resort             | DM         | Gabriel Dufresne    | Casey Andringa        | Troy Tully         |
| 11. | 14 lutego 2017   | Val Saint-Côme                | AE         | Thomas Coe          | Wesley Perry          | Patrick O’Flynn    |
| 12. | 15 lutego 2017   | Val Saint-Côme                | AE         | Thomas Coe          | Nicholas Novak        | Michael Lillis     |
| 13. | 15 lutego 2017   | Sunday River Resort           | SX         | Kevin MacDonald     | Reece Howden          | Erik Sparkowski    |
| 14. | 16 lutego 2017   | Sunday River Resort           | SX         | Reece Howden        | Kevin MacDonald       | Erik Sparkowski    |
| 15. | 17 lutego 2017   | Aspen / Snowmass              | SS         | Ethan Swadburg      | William Borm          | Matthew Wilcox     |
| 16. | 18 lutego 2017   | Aspen / Snowmass              | BA         | Mac Forehand        | Yuuki Satou           | Zane Severson      |
| 17. | 18 lutego 2017   | Aspen / Snowmass              | HP         | Erik Irving         | Nicholas Goepper      | Hunter Hess        |
| 18. | 18 lutego 2017   | Val Saint-Côme                | MO         | Elliot Vaillancourt | Casey Andringa        | Troy Tully         |
| 19. | 19 lutego 2017   | Val Saint-Côme                | DM         | Simon Lemieux       | Troy Tully            | Casey Andringa     |
| 20. | 19 lutego 2017   | Lake Placid                   | AE         | Patrick O’Flynn     | Felix Cormier-Boucher | Nicholas Novak     |
| 21. | 20 lutego 2017   | Lake Placid                   | AE         | Nicholas Novak      | Jasper Holcomb        | Victor La Roche    |
| 22. | 22 lutego 2017   | Ski Cooper                    | SX         | Kevin MacDonald     | Trent McCarthy        | Ippei Yoshigoe     |
| 23. | 23 lutego 2017   | Ski Cooper                    | SX         | Reece Howden        | Kevin MacDonald       | Trent McCarthy     |
| 24. | 24 lutego 2017   | Canada Olympic Park           | HP         | Nicholas Goepper    | Hunter Hess           | Erik Irving        |
| 25. | 26 lutego 2017   | Canada Olympic Park           | SS         | Philippe Langevin   | Tanner Gordon         | Matthew Wilcox     |
| 26. | 25 lutego 2017   | Northstar California Resort   | MO         | Emerson Smith       | Brenden Kelly         | Troy Tully         |
| 27. | 26 lutego 2017   | Northstar California Resort   | DM         | Troy Tully          | Emerson Smith         | Casey Andringa     |
| 28. | 2 marca 2017     | Utah Olympic Park             | AE         | Nicholas Novak      | Thomas Coe            | Patrick O’Flynn    |
| 29. | 3 marca 2017     | Utah Olympic Park             | AE         | Nicholas Novak      | Felix Cormier-Boucher | Justin Schoenefeld |
| 30. | 4 marca 2017     | Mount St. Louis Moonstone     | SS         | Patrick Dew         | Colin Bridger         | Luke Smart         |
| 31. | 4 marca 2017     | Apex Mountain                 | MO         | Casey Andringa      | Troy Tully            | Gabriel Dufresne   |
| 32. | 5 marca 2017     | Apex Mountain                 | DM         | Joel Hedrick        | Gabriel Dufresne      | Casey Andringa     |
| 33. | 7 marca 2017     | Seven Springs Mountain Resort | HP         | Odwołano            | Odwołano              | Odwołano           |
| 34. | 8 marca 2017     | Seven Springs Mountain Resort | SS         | Philippe Langevin   | Max Moffatt           | Patrick Dew        |
| 35. | 7 marca 2017     | Blue Mountain                 | SX         | Odwołano            | Odwołano              | Odwołano           |
| 36. | 8 marca 2017     | Blue Mountain                 | SX         | Brant Crossan       | Tyler Wallasch        | Zach Belczyk       |
| 37. | 9 marca 2017     | Blue Mountain                 | SX         | Mathieu Leduc       | Tyler Wallasch        | Ian Deans          |

## Kobiety
| Lp. | Data             | Miejscowość                   | Dyscyplina | 1. Miejsce        | 2. Miejsce         | 3. Miejsce             |
| --- | ---------------- | ----------------------------- | ---------- | ----------------- | ------------------ | ---------------------- |
| 1.  | 17 grudnia 2016  | Utah Olympic Park             | AE         | Winter Vinecki    | Madison Varmette   | Naomy Boudreau-Guertin |
| 2.  | 18 grudnia 2016  | Utah Olympic Park             | AE         | Winter Vinecki    | Erica Stemler      | Kira Tanghe            |
| 3.  | 7 stycznia 2017  | Sunridge                      | SX         | India Sherret     | Abby McEwen        | Alexa Velcic           |
| 4.  | 8 stycznia 2017  | Sunridge                      | SX         | Zoe Chore         | Antoinette Tansley | Abby McEwen            |
| 5.  | 13 stycznia 2017 | Tabor                         | SX         | India Sherret     | Leah Emaus         | Abby McEwen            |
| 6.  | 14 stycznia 2017 | Tabor                         | SX         | Leah Emaus        | India Sherret      | Abby McEwen            |
| 7.  | 20 stycznia 2017 | Solitude Mountain Resort      | SX         | Marielle Thompson | Brittany Phelan    | India Sherret          |
| 8.  | 20 stycznia 2017 | Solitude Mountain Resort      | SX         | Odwołano          | Odwołano           | Odwołano               |
| 9.  | 11 lutego 2017   | Killington Resort             | MO         | Valérie Gilbert   | Berkley Brown      | Trudy Mickel           |
| 10. | 12 lutego 2017   | Killington Resort             | DM         | Lane Stoltzner    | Berkley Brown      | Sofiane Gagnon         |
| 11. | 14 lutego 2017   | Val Saint-Côme                | AE         | Erica Stemler     | Tyra Izor          | Megan Smallhouse       |
| 12. | 15 lutego 2017   | Val Saint-Côme                | AE         | Tyra Izor         | Madison Varmette   | Megan Nick             |
| 13. | 15 lutego 2017   | Sunday River Resort           | SX         | Tiana Gairns      | Zoe Chore          | McKenna Latt           |
| 14. | 16 lutego 2017   | Sunday River Resort           | SX         | Tiana Gairns      | Mazie Hayden       | Mara Bishop            |
| 15. | 17 lutego 2017   | Aspen / Snowmass              | SS         | Elena Gaskell     | Darian Stevens     | Nadia Gonzales         |
| 16. | 18 lutego 2017   | Aspen / Snowmass              | BA         | Grace Henderson   | Sofia Tchernetsky  | Rell Harwood           |
| 17. | 18 lutego 2017   | Aspen / Snowmass              | HP         | Abigale Hansen    | Svea Irving        | Jeanee Crane-Mauzy     |
| 18. | 18 lutego 2017   | Val Saint-Côme                | MO         | Berkley Brown     | Hannah Soar        | Lane Stoltzner         |
| 19. | 19 lutego 2017   | Val Saint-Côme                | DM         | Valérie Gilbert   | Avital Shimko      | Lane Stoltzner         |
| 20. | 19 lutego 2017   | Lake Placid                   | AE         | Megan Nick        | Megan Smallhouse   | Kate Telles            |
| 21. | 20 lutego 2017   | Lake Placid                   | AE         | Kira Tanghe       | Erica Stemler      | Madison Varmette       |
| 22. | 22 lutego 2017   | Ski Cooper                    | SX         | India Sherret     | Zoe Chore          | Tiana Gairns           |
| 23. | 23 lutego 2017   | Ski Cooper                    | SX         | India Sherret     | Tiana Gairns       | Zoe Chore              |
| 24. | 24 lutego 2017   | Canada Olympic Park           | HP         | Carly Margulies   | Abigale Hansen     | Svea Irving            |
| 25. | 26 lutego 2017   | Canada Olympic Park           | SS         | Sofia Tchernetsky | Emma Stevens       | Elena Ann Paskevich    |
| 26. | 25 lutego 2017   | Northstar California Resort   | MO         | Lane Stoltzner    | Berkley Brown      | Taylah O’Neill         |
| 27. | 26 lutego 2017   | Northstar California Resort   | DM         | Avital Shimko     | Lane Stoltzner     | Berkley Brown          |
| 28. | 2 marca 2017     | Utah Olympic Park             | AE         | Madison Varmette  | Tyra Izor          | Megan Smallhouse       |
| 29. | 3 marca 2017     | Utah Olympic Park             | AE         | Madison Varmette  | Tyra Izor          | Kira Tanghe            |
| 30. | 4 marca 2017     | Mount St. Louis Moonstone     | SS         | Sofia Tchernetsky | Emma Stevens       | Megan Cressey          |
| 31. | 4 marca 2017     | Apex Mountain                 | MO         | Avital Shimko     | Lane Stoltzner     | Heidi Kloser           |
| 32. | 5 marca 2017     | Apex Mountain                 | DM         | Berkley Brown     | Heidi Kloser       | Avital Shimko          |
| 33. | 7 marca 2017     | Seven Springs Mountain Resort | HP         | Odwołano          | Odwołano           | Odwołano               |
| 34. | 8 marca 2017     | Seven Springs Mountain Resort | SS         | Caroline Claire   | Nikita Rubocki     | Emma Stevens           |
| 35. | 7 marca 2017     | Blue Mountain                 | SX         | Odwołano          | Odwołano           | Odwołano               |
| 36. | 8 marca 2017     | Blue Mountain                 | SX         | Marielle Thompson | Brittany Phelan    | Reina Umehara          |
| 37. | 9 marca 2017     | Blue Mountain                 | SX         | Tania Prymak      | Tiana Gairns       | India Sherret          |